# Pseudopleospora galiorum
Pseudopleospora galiorum är en svampart som först beskrevs av Lewis Edgar Wehmeyer, och fick sitt nu gällande namn av Crivelli 1983. Pseudopleospora galiorum ingår i släktet Pseudopleospora, klassen Dothideomycetes, divisionen sporsäcksvampar och riket svampar.  Arten är reproducerande i Sverige. Inga underarter finns listade i Catalogue of Life.